# ルブレドキシン
ルブレドキシンは、硫黄を利用する細菌や古細菌が持つ、鉄を配位した低分子のタンパク質の一つである。鉄-硫黄タンパク質に分類されることもあるが、通常の鉄-硫黄タンパク質と違って無機硫黄を含まない。シトクロム、フェレドキシン、リースケタンパク質と同様に、生体システムの電子伝達に関わっている。

## 構造

活性中心の構造

いくつかのルブレドキシンの三次元構造は既に解かれている。二次構造は2つのαヘリックスと2つから3つのβシートを持ち、α+βクラスに分類されている。活性中心には鉄イオンがあり、4つのシステイン残基の硫黄原子と四面体を作って結合している。この構造は、鉄イオンタンパク質の命名法に従えば[1Fe-0S] またはFe1S0と記述される。ルブレドキシンは一電子移動を行い、中心の鉄イオンの酸化数は+2から+3に変わる。どちらの酸化状態でも金属原子は高スピン状態を保っており、構造の変化を最小限に抑えている。ルブレドキシンの還元電位は、通常+50mVから-50mVの範囲である。